# Ал Дино
Алдин Курић (Јајце, 21. јул 1970), познатији као Ал Дино, босанскохерцеговачки је кантаутор забавне и етно-поп музике. Један је од представника новог правца у босанској забавној и поп музици, који уз класични шлагерски аранжман укључује етно-поп призвук босанског и балканског поднебља. Неколико се пута представљао на домаћим фестивалима, а пар пута учествовао је и на националном избору за Песму Евровизије у Сарајеву. Има два сина и живи у Сарајеву.

## Биографија
Алдин Курић је рођен 21. јула 1970. године у Јајцу, где се школује у основној и нижој музичкој школи, одсек хармоника; упоредо свира и клавир и гитару те тако све до данас остаје мултиинструменталиста. У својој петој години живота учи да свира гитару, а следе хармоника, клавир и на концу бас. Певати је почео тек у средњој школи.
У својој шеснаестој години случајно добија касету познатог фјужн џез бенда Ведер рипорт, те тада одлучује почети са учењем бас-гитаре по узору на покојног Џекоа Пасториуса. Тај догађај одређује даљу каријеру Курића као бас-гитаристе и поклоника џез музике.
У Јајцу живи до своје осамнаесте године када одлази у војску, а после уписује студиј медицине у Сарајеву. Ту упознаје многе музичаре, поготово у правцу џеза, те свира на многим џез сесијама у граду као бас-гитариста. Истовремено се интензивно занима и за изворну босанску севдалинку, као наслеђе од рахметли деде Заим-бега који је био врстан и цењен хармоникаш и који је љубав према севдаху развио и код унука Ал Дина. Почиње певати као соло-гитариста и певач по угледним сарајевским ресторанима и открива још једну скривену љубав према певању.
Стицајем ратних околности затиче се у Мађарској, а потом и у Немачкој (у граду Штутгарту). Тамо почиње свирати бас-гитару са тадашњим бх. звездама у дијаспори: Дином Мерлином, Харијем Мата Харијем, Халидом Бешлићем, Сафетом Исовићем, Харисом Џиновићем и многим другим поп и фолк певачима. Упоредо са тим изучава и модерни џез и свира са интернационалним музичарима по клубовима.
Као „соло-бенд” ради по немачким и италијанским ресторанима и пева на 7 светских језика. Тада и добија уметничко име Ал Дино. У Босну се Ал Дино враћа 1998. године и снима прве песме за свој први солистички албум Одлазиш. Истоимена песма постаје први и велики хит у БиХ и доноси Ал Дину излазак из анонимности и популарност. 2002. године излази и други Курићев албум под називом На другој адреси, који такође доноси неколико хитова и награда. 2004. године излази трећи албум Коприва и доноси највећи хит — песму Коприва. Овом песмом Ал Дино прелази границе БиХ, а иста постаје хит и у Србији, Црној Гори, Македонији. Песма Чаршија, која постаје химном свих исељеника на пет континената, имала је такође посебну важност у музичкој каријери Ал Дина. Албум Коприва добија престижне награде и бива проглашен албумом године те добија две престижне награде у БиХ: „Даворин” и „Гран при радијског фестивала БиХ” у Зеници. Добија и 8 Босанскохерцеговачких Оскара те постаје Београдски победник за хит године 2007. у Србији. На Радијском фестивалу Србије ФЕРАС односи прво место са песмом К’о људи, у дуету са Гоцом Тржан. 2009. године излази четврти албум под називом Старији.
Ал Дино је поносан отац два дечака, а данас живи и ради у Сарајеву.

## Дискографија
Студијски албуми
- Одлазиш (2000)
- На другој адреси (2003)
- Коприва (2005)
- Старији (2008)
- Завјет љубави (2011)

## Фестивали
БХ Евросонг:
- Све ти опраштам, 2001.
- Сањам бољи свијет, 2002.

Радијски фестивал, Србија:
- К'о људи (дует са Гоцом Тржан), победничка песма (деле прво место са Сашом Ковачевићем), 2007.

Гранд фестивал:
- И сад ме по теби познају, 2008.
- Зрно отрова (дует са Славицом Ћуктераш), 2012.

Хрватски радијски фестивал:
- Старији, 2008.

Сунчане скале, Херцег Нови:
- Срце се предало, 2010.

Фестивал севдалинке Севдалинко, у срцу те носим, Тузла:
- Не чекај ме, нити сањај (Ревијално вече фестивала), 2021.